# Spilogenes chalazombra
Spilogenes chalazombra är en fjärilsart som beskrevs av Edward Meyrick 1938. Spilogenes chalazombra ingår i släktet Spilogenes och familjen Copromorphidae. Inga underarter finns listade i Catalogue of Life.